# پرچم (روزنامه)
پرچم، روزنامه‌ای بود که در طی سال‌های ۱۳۲۰ تا ۱۳۲۱ خورشیدی منتشر می‌شد. این روزنامه متعلق به احمد کسروی، تاریخ‌نگار و نویسندهٔ ایرانی بود. روزنامهٔ پرچم، ارگان باهماد آزادگان به‌شمار می‌رفت.

## پیدایش
پیش از پرچم، کسروی مجلهٔ پیمان را به‌انتشار می‌رساند. روزنامه پرچم از بهمن‌ماه ۱۳۲۰ شروع به‌کار کرد.

## محتوا
کسروی در روزنامه پرچم به حمایت از جنبش مشروطه ایران می‌پرداخت. همچنین وی مقالات متعددی را در این روزنامه به چاپ می‌رساند. او همچنین دو کتاب تاریخ هیجده‌ساله آذربایجان و تاریخ پانصد ساله خوزستان را در این روزنامه منتشر کرد. پرچم، اخبار ایران و جهان را نیز پوشش می‌داد. درکل محتوای این نشریه، ملی‌گرایانه بود و با حمایت از مشروطه و استقلال‌طلبی قصد ترویج پاک‌دینی را داشت؛ و به‌نوعی ارگان رسمی باهماد آزادگان به‌شمار می‌رفت.

## انتقادات و توقیف
در تیرماه ۱۳۲۲، پرچم به‌علت انتقاد کسروی از رضاشاه به‌مدت سه روز تعلیق گردید. پس از آن، به‌صورت هفتگی منتشر می‌شد. در سال ۱۳۲۳، به‌علت اعتراض جمعیت‌های دینی، پرچم که از روزنامه به هفته‌نامه تغییر کرده‌بود، به‌طور کلی توقیف شد.